# Dinapigue
Dinapigue là một đô thị hạng 4 ở tỉnh Isabela, Philippines. Theo điều tra dân số năm 2007, đô thị này có dân số 4.807 người trong 635 hộ.

## Các đơn vị hành chính
Dinapigue được chia ra 6 barangay.
- Ayod
- Bucal Sur
- Bucal Norte
- Dibulo
- Digumased
- Dimaluade